# Lista de regiões metropolitanas brasileiras por IDH
Esta é uma lista de regiões metropolitanas brasileiras por IDH. Na relação, há as 18 áreas metropolitanas do Brasil classificadas de acordo com o IDH calculado para 2021. A escala vai de 0 a 1, quanto mais perto de 1, melhor o desempenho. Para elaborar o índice, são considerados indicadores de renda per capita, educação e expectativa de vida.
O índice varia de zero até 1, sendo considerado:
- 0,800 a 1,000 Muito Alto
- 0,700 a 0,799 Alto
- 0,600 a 0,699 Médio
- 0,500 a 0,599 Baixo

## Classificação
| Posição (2021) | Região Metropolitana                   | Unidade Federativa  | IDH   | IDH   | IDH   | IDH   |
| Posição (2021) | Região Metropolitana                   | Unidade Federativa  | 2021  | 2020  | 2010  | 2000  |
| -------------- | -------------------------------------- | ------------------- | ----- | ----- | ----- | ----- |
| 1              | Região Metropolitana de São Paulo      | São Paulo           | 0,842 | 0,859 | 0,794 | 0,714 |
| 2              | Região Metropolitana de Florianópolis  | Santa Catarina      | 0,833 | 0,850 | 0,815 | 0,726 |
| 3              | Região Metropolitana de Curitiba       | Paraná              | 0,810 | 0,835 | 0,783 | 0,698 |
| 4              | Região Metropolitana do Rio de Janeiro | Rio de Janeiro      | 0,805 | 0,826 | 0,771 | 0,686 |
| 5              | Região Metropolitana de Belo Horizonte | Minas Gerais        | 0,797 | 0,809 | 0,774 | 0,682 |
| 6              | Região Metropolitana de Vitória        | Espírito Santo      | 0,796 | 0,817 | 0,772 | 0,678 |
| 7              | Região Metropolitana de Porto Alegre   | Rio Grande do Sul   | 0,788 | 0,802 | 0,762 | 0,685 |
| 8              | Região Metropolitana de Goiânia        | Goiás               | 0,764 | 0,785 | 0,769 | 0,667 |
| 9              | Região Metropolitana de Cuiabá         | Mato Grosso         | 0,760 | 0,776 | 0,767 | 0,668 |
| 10             | Região Metropolitana de Recife         | Pernambuco          | 0,746 | 0,775 | 0,734 | 0,627 |
| 11             | Região Metropolitana de Belém          | Pará                | 0,745 | 0,765 | 0,729 | 0,621 |
| 11             | Região Metropolitana de Fortaleza      | Ceará               | 0,745 | 0,776 | 0,732 | 0,622 |
| 13             | Região Metropolitana de Natal          | Rio Grande do Norte | 0,743 | 0,780 | 0,773 | 0,625 |
| 14             | Região Metropolitana de Salvador       | Bahia               | 0,727 | 0,772 | 0,743 | 0,636 |
| 15             | Região Metropolitana de Teresina       | Piauí               | 0,721 | 0,749 | 0,721 | 0,583 |
| 16             | Região Metropolitana de São Luís       | Maranhão            | 0,719 | 0,741 | 0,755 | 0,642 |
| 17             | Região Metropolitana de Maceió         | Alagoas             | 0,717 | 0,724 | 0,702 | 0,567 |
| 18             | Região Metropolitana de Manaus         | Amazonas            | 0,711 | 0,748 | 0,720 | 0,585 |